# Inarajan
Inarajan (chamorro: Inalåhan) är en ort och en village (administrativ enhet) i Guam (USA). Den ligger i den södra delen av Guam, 22 km söder om huvudstaden Hagåtña. Antalet invånare är 2 273.
Följande finns i Inarajan:
- Bukter:
  - Aga Bay (en vik)
  - Agfayan Bay (en vik)
  - Ajayan Bay (en vik)
  - Inarajan Bay (en vik)
  - Pauliluc Bay (en vik)

- Vattendrag:
  - Agfayan River (ett vattendrag)
  - Ajayan River (ett vattendrag)
  - Inarajan River (ett vattendrag)
  - Pauliluc River (ett vattendrag)
  - Tinago River (ett vattendrag)
  - Ugum River (ett vattendrag)
- Vattenfall:
  - Malojloj Falls (ett vattenfall)

- Halvöar:
  - Aga Point (en udde)
  - Guaifan Point (en udde)
  - Malilog Point (en udde)